# 奥塞梯文学
奥塞梯文学（奥塞梯语：Ирон литературæ）一般指用奥塞梯语创作的文学；在更广义的概念上，是指奥塞梯民族的文学。
奥塞梯作家的作品，包括用奥塞梯语创作的作品，早在19世纪末就已出版（亚历山大·比济耶维奇·库巴洛夫的叙事诗《阿夫哈尔德特·哈桑》于1897年就已出版）。然而，奥塞梯文学的繁荣始于苏联时期。仅1930年一年，在北奥塞梯一地的出版量，就相当于整个奥塞梯书面文学自其诞生以来132年（若从第一本印刷书籍——1798年主教公会莫斯科印刷厂出版的《简明教理问答》算起）的出版总量。
在弗拉季高加索市的博物馆街3号，坐落着科斯塔·赫塔古罗夫奥塞梯文学博物馆，该博物馆致力于展示奥塞梯文学发展史。

## 民间口头创作
奥塞梯民间口头创作内容丰富多样。其中保存下来的有英雄史诗纳尔特史诗——关于纳尔特的传说。尤其受欢迎的是关于纳尔特英雄——如乌鲁兹玛格、哈梅茨、索斯拉恩、塞尔东等——的冒险故事，关于穷人的故事，关于纳尔特遭遇饥荒的故事等等。此外还保存有大量的各类歌曲、童话、谚语、俗语。其中突出反映了奥塞梯劳动人民生活的歌曲，这些生活与农耕、牧羊、狩猎等活动息息相关。英雄叙事诗占据特殊地位，它们最为鲜明地反映了奥塞梯劳动人民反抗封建地主（以塔加乌尔阿尔达尔和迪戈尔巴迪拉特著称）的斗争。例如历史歌曲《米西尔比·卡拉贾耶夫》、《坎捷米罗夫·马祖克-阿尔达尔》以及一些其他歌曲。
后来，英雄史诗的传统在关于奥塞梯国内战争英雄、参加伟大卫国战争的奥塞梯人以及新时代英雄的歌曲中得到了延续。
许多奥塞梯作家都曾借鉴民间口头创作，包括科斯塔·赫塔古罗夫、谢卡·加季耶夫、亚历山大·库巴洛夫、米索斯特·坎别尔季耶夫等。措茨科·安巴洛夫、G·A·扎古罗夫、加古兹·古里耶夫、B·A·阿尔博罗夫、D·别尔季耶夫、P·加季耶夫、G·捷米拉耶夫、A·季比洛夫、V·卡尔萨诺夫、M·K·戈尔达诺夫以及里日克都成为了奥塞梯民间口头创作最积极的收集者。

## 奥塞梯文学的起源
奥塞梯文学的起源可追溯至18世纪末和19世纪初。
第一部奥塞梯作家文学——叙事诗《阿尔古济阿尼》的作者是伊万·亚尔古济泽，他出身于古老的奥塞梯家族阿尔古扎塔。作为沙皇在高加索地区殖民政策的积极推行者，以及在奥塞梯人中传播东正教的传教士，他是首位将圣经翻译成奥塞梯语的人。伊万·亚尔古济泽用格鲁吉亚语创作了叙事诗《阿尔古济阿尼》（后被译为俄语），在诗中他试图理想化“强大的奥塞梯”的过去，颂扬其据称征服了高加索众多民族的神话国王阿尔古兹。这部作品的主要思想是：君主主义、民族主义和东正教。
学术文集《奥塞梯文学史纲要》的研究团队则认为，奥塞梯文学的开端应追溯至捷米尔博拉特·马姆苏罗夫。

## 1859至1905年的奥塞梯文学
自高加索被征服至1905年期间，奥塞梯发生了极其重大的社会政治变革，这些变革必然反映在奥塞梯文学的增长与发展上。封建领主对少地和无地农民的剥削日益加剧。1861至1865年间，“农奴”（холопы）获得了解放，然而，广大农民群众与被专制政权授予最优土地的封建地主之间的关系急剧恶化，甚至发展到武装冲突的地步。从自然经济向商品经济的转变，促进了奥塞梯富农阶层和商业资产阶级的产生。奥塞梯的工业发展极其缓慢。在民族压迫、行政专横和社会矛盾日益尖锐的氛围中，作家们展开了他们的文学活动，其中包括：帖米尔博拉特·马姆苏罗夫、阿斯兰穆尔扎·凯特马佐夫、伊纳尔·坎乌科夫、加波·巴耶夫、亚历山大·库巴洛夫、布拉什卡·古尔日别科夫、谢卡·加季耶夫、格奥尔基·察戈洛夫和科斯塔·赫塔古罗夫。
捷米尔博拉特·马姆苏罗夫和伊纳尔·坎乌科夫是阿达尔（алдар）-封建集团的代表；两人都参与了1861至1865年山民向土耳其的迁徙，出身于奥塞梯阿达尔（贵族）阶层，并且是沙皇军队的军官。
马姆苏罗夫的创作反映了那些在异乡无法立足、认识到此次迁徙失败的阿达尔移民的悲观情绪。他的作品中充满了民族主义和宗教色彩。在形式方面，他接近民间诗歌。
伊纳尔·坎乌科夫的创作则浸透着对奥塞梯阿达尔（贵族）阶层“伟大往昔”的哀愁。回到故乡后，诗人沉溺于对过去的回忆。对生活感到失望、与现实脱节的他，在墓地寻求慰藉与安宁，因为“在那里死亡终将众生平等”。伊纳尔·坎乌科夫只用俄语写作。他深受俄国诗歌，尤其是莱蒙托夫和普希金的影响。伊纳尔·坎乌科夫与马姆苏罗夫的共同点是悲观主义，这源于他们所属社会阶层（封建阿达尔贵族）的没落。
加波·巴耶夫、亚历山大·库巴洛夫和布拉什卡·古尔日别科夫于1890年代开始文学创作。革命后，巴耶夫移居德国，在那里继续从事文学创作和翻译工作（包括翻译部分圣经经文）。
亚历山大·库巴洛夫是长诗《阿夫哈尔德家的哈桑》（«Афхардты Хасана»）及其他以“奥塞梯英雄往昔”为主题作品的作者。他那首反对血亲复仇习俗的长诗《阿夫хардты Хасана》，被认为是奥塞梯文学中最优秀的作品之一。该诗如此贴近口头创作，以至于研究者们撰文专门论证库巴洛夫的个人作者身份。在苏维埃政权下，库巴洛夫“未能改造自己”，于1937年被捕，后在劳改营中失踪。
布拉什卡·古尔日别科夫是第一位迪戈尔方言（дигорский диалект）诗人，即专门用迪戈尔方言写作的奥塞梯诗人（在1920年代，该方言曾作为“迪戈尔语”发展，但后来出于政治决策，这种划分被认定为“反革命”，迪戈尔语重新成为方言）。他创作的主要主题是：君主主义、忠于沙皇在高加索的殖民政策、东正教信仰以及奥塞梯民间信仰与传统。布拉什卡·古尔日别科夫的价值在于，他在其剧作《不成器者》（«Æдули»）中首次展现了奥塞梯商业资产阶级的兴起以及封建宗法上层与新兴资产阶级上层之间日益激化的矛盾。在形式方面，布拉什卡·古尔日别科夫深受民间口头创作的影响。
谢卡·加季耶夫（1865—1915）在奥塞梯文学中占有独特的位置。他出身于格鲁吉亚境内奥塞梯山区的一个贫苦家庭，是一位自学成才的诗人，担任教堂诵经员三十余年。谢卡·加季耶夫的同情心站在山区贫民一边：他痛斥压迫穷人的封建领主，但并未号召斗争。相反，诗人抱有基督教情怀。他是一位民族主义者，积极的东正教传教士。加季耶夫的大部分作品都以南奥塞梯的乡村为背景展开。
格奥尔基·察戈洛夫（生于1871年）在其创作生涯中经历了非常显著的演变。在文学活动初期，他对沙皇制度和民族压迫持反对态度，但并未号召劳动者与压迫者斗争。尽管同情贫苦大众（如诗作《伊纳卢克》），诗人却看不到出路。直到革命临近，诗人才开始克服他那耽于幻想的消极性，最终走上了积极反抗奴役者的道路。在诗作《库代纳特的歌》中，诗人高呼：“用力量夺取一切……莫惧暴风骤雨的日子”，“真理不会自己从天上降临人间”。在奥塞梯文学中，察戈洛夫是第一位艺术地刻画了奥塞梯新型富农形象的人，这种富农是沙皇行政当局压迫和剥削奥塞梯劳动者的支柱（《奥塞梯主题集》，第46页，诗作《帖姆博拉特》）。值得注意的是，察戈洛夫主要用俄语写作，深受俄国诗人，尤其是涅克拉索夫和乌克兰诗人谢甫琴科的影响。在苏维埃政权下，他将奥塞梯作家的作品翻译成俄语，并以其才华横溢的政论文章而闻名。
科斯塔·赫塔古罗夫（1859—1905）——至今仍是最受欢迎的奥塞梯作家。出身于封建贵族阶层的科斯塔·赫塔古罗夫后来放弃了贵族身份。在他的寓言《鹅》和未完成的长诗《赫塔格》（«Хетаг»）中，他嘲笑了贵族的傲慢和官场阿谀。科斯塔·赫塔古罗夫创作的主要主题是抗议行政专横，呼吁奥塞梯人不分阶级团结起来。诗人以同情的笔触描绘了山区贫民的生活（《寡妇》、《牧羊雇工》、《库巴迪》）。他抗议民族压迫，抗议奥塞梯生活中特有的向行政当局告密的现象（《多多伊》、《士兵》、《间谍》等）。1934年的《文学百科》称科斯塔·赫塔古罗夫为“具有宗教情怀的悲观主义者”。赫塔古罗夫那些揭露专制政权专横的作品，在当时具有“革命性的意义”。

## 1905至1917年的奥塞梯文学
1905年的革命浪潮席卷了整个奥塞梯。此时，社会分化已显著加剧。与大庄园主和大地主群体并存的是，实力明显增强的农村资产阶级登上了社会舞台。奥塞梯知识分子的队伍也在壮大，他们出身各异，社会政治抱负也各不相同。在这一阶段，加普波·巴耶夫 、亚历山大·库巴洛夫 、G·察戈洛夫 、谢卡·加季耶夫 等作家依然活跃，他们秉持着与前一时期相同的立场。同时，这一时期也涌现出一批新作家：沙米尔·阿巴耶夫、米哈伊尔·加尔达诺夫、格奥尔基·马利耶夫、安德烈·古卢耶夫、伊拉斯·阿尔尼贡、阿利汉·托卡耶夫、霍赫·特拉托夫、达维德·科罗耶夫、措马克·加季耶夫、艾哈迈德·察利科夫、巴特尔别克·图加诺夫、埃尔巴兹杜科·布里塔耶夫、阿尔森·科措耶夫、罗扎·科奇索娃、鲍里斯·阿尔博罗夫、格奥尔基·察戈洛夫，以及翻译家措茨科·安巴洛夫和比比茨·达季耶夫。这时期的奥塞梯文学主要围绕着民族和日常生活问题展开，带有社会批判色彩。
1906年，第一部奥塞梯语识字课本《启蒙之书》（«Райдиан чиныг»）出版，作者是阿尔马克西德·卡努科夫。
对行政压迫和专横统治的抗议，在科罗耶夫 和科奇索娃的作品中得到了最鲜明的表达。B·图加诺夫的创作则浪漫化地描绘了高加索山民为民族解放而反抗沙皇制度的英勇过去。Ц·加季耶夫 、Е·布里塔耶夫、Ш·阿巴耶夫 (Ш. Абаев)、М·加尔达诺夫的作品充满了号召动摇沙皇制度及其根基的呼声。宣扬奥塞梯民族大团结是阿·托卡耶夫和姆祖隆创作的典型特征。霍赫·特拉托夫的作品也表现对现状的不满以及宣扬带有浓厚民族主义色彩的“社会主义乌托邦”。这一时期的许多作家描绘了奥塞梯人生活中的阴暗面（盗马、巫医、血亲复仇等）。
奥塞梯戏剧的也起源于这一时期，其奠基人是奥塞梯剧作家埃尔巴兹杜科·布里塔耶夫。1908年，列娜·科措耶娃出版了她唯一的剧作《新老师在学校的第一天》。1912年，在弗拉季高加索俄罗斯剧院的舞台上，上演了剧作家德米特里·库索夫的第一部剧作《山之子》（«Дети гор»）。

## 十月革命后的奥塞梯文学：1917-1921年
苏维埃政权在北奥塞梯最终确立于1920年3月，而在南奥塞梯则是在1921年，与格鲁吉亚的苏维埃化同时进行。
在这一时期，地下文学中涌现了一系列革命诗歌（出自 K·布塔耶夫、G·巴拉科夫、索祖尔·巴格拉耶夫等人）。随着苏维埃政权的建立，第一份用奥塞梯语出版的布尔什维克报纸《克曼报》问世。该报最初成为了在新的苏维埃条件下日益发展的奥塞梯文学的中心。在《克曼报》的版面上，措马克·加季耶夫、吉诺·巴拉科夫 、鲍里斯·阿尔博罗夫等人发表了他们的诗歌。
1921年，奥塞梯出版了两本小型文学作品集。其中一本名为《领袖》(«Вождь»)，出自奥塞梯作家、红色游击队员、著名共产党人吉诺·巴拉科夫之手。第二本诗集《奥塞梯歌谣集》(«Книга осетинских песен», 1921) 收录了多位奥塞梯诗人的诗作。该诗集还附有吉诺·巴拉科夫 撰写的序言。集中包含了吉诺·巴拉科夫 、科斯塔·赫塔古罗夫、措马克·加季耶夫、贝塔耶夫、卡兹别克·布塔耶夫、阿尔博罗夫、拜泽拉、Ch·别吉佐夫 、尼格尔和图尔梅格的诗作。
值得一提的还有加普波·巴耶夫的剧作《奥塞梯祈祷》(«Осетинская молитва»)，该剧于1920年发表在第比利斯的孟什维克报纸《诺格·察尔德》(«Ног Цард»)上，表达了奥塞梯民族主义情绪。

## 1920年代的奥塞梯文学
20世纪20年代是奥塞梯民族文化，尤其是奥塞梯文学的繁荣时期。1920年，苏维埃政权在北奥塞梯建立，1921年则在南奥塞梯建立。新的教育机构、图书出版社和期刊纷纷涌现。在此阶段，新政权遵循列宁的民族语言政策，为发展民族文学、教育和戏剧做了大量工作。
1920年，弗拉季高加索开办了人民教育学院，该学院于1924年改制为山地师范学院（现为北奥塞梯国立大学）。同年，奥塞梯师范技术学校也开始运作。这些机构为民族学校、新闻界和文学界培养人才。在乡村地区，俱乐部和图书馆也相继建立。
1925年，在奥塞梯历史语文学会的基础上成立了奥塞梯地方志科学研究所。类似的机构也在茨欣瓦利成立。这些科研机构在奥塞梯语的规范化、收集和出版民间文学作品方面做了大量工作。为民族学校翻译了多种科目的教材以及许多文艺作品。
1923年4月，奥塞梯语报纸《真理报》（至今仍在发行）在弗拉季高加索创刊；1924年，报纸《曙光报》（至今仍在发行）在茨欣瓦利创刊。
正是在1920年代，首批奥塞梯作家团体才得以出现。1922年，“奥塞梯文学小组”（奥塞梯语：Ирон литературон къорд）成立，该组织从事图书出版、发行以及组织启蒙活动。该小组的成员包括措马克·加季耶夫、吉诺·巴拉科夫等人。同年，他们在格奥尔基·别科耶夫作序的情况下出版了文学选集《马卢萨格》。该选集收录了叶尔巴兹杜科·布里塔耶夫、谢卡·加季耶夫等作家的革命前作品——正因如此以及序言中表达的观点，该书在很长一段时间内被认定为“反革命”，一位批评家甚至根据选集名称创造了“马卢萨格主义”一词。
1924至1925年间，在莫斯科无产阶级作家协会下成立了奥塞梯无产阶级作家团体“曙光”。1925年，该组织在奥塞梯本土成立。其积极参与者包括索兹鲁科·库拉耶夫、库扎格·杰索夫、格奥尔·科基耶夫、谢尔盖·贾纳耶夫等年轻作家。该团体出版了自己的文选（共出版两卷——1925年和1927年）。“曙光”成员的目标是割裂过去的传统，在无产阶级意识形态基础上创建新文学。该团体领袖萨尔马特·科西罗夫在文选序言中写道：“至今我们所知的所有奥塞梯作家中，没有一人走上革命文学的道路……他们脱离了正在建设新生活的人民，各自孤立。”
总体而言，这一时期文学发展的特点是新一代作家的涌现、作品题材的扩展、出版机会的出现，以及通过扫盲运动带来的潜在读者数量的增长。

## 1930年代的奥塞梯文学
1936年，巴伦·季莫费耶维奇·博季耶夫的著作《断裂的锁链》问世。
盖托·加兹达诺夫（Гӕздӕнты Гайто）是著名的流亡作家、小说家和文学评论家，长期在巴黎发表作品。

## 战争年代的奥塞梯文学 (1941—1945)
许多奥塞梯诗人在苏德战争的前线创作诗歌。其中一些人，如穆哈尔别克·格奥尔基耶维奇·科奇索夫（1920—1944），在战斗中牺牲。科奇索夫的诗作曾被谱写成歌曲。

## 当代奥塞梯文学
在共和国境内，罗伯特·菲达罗夫、阿格纳耶夫·加斯坦、卡马尔·霍多夫等学者积极发表学术文章。出版了切尔曼·杜达耶夫（Чермен Дудаев）的诗集（如《抖落契尔克斯卡上的尘埃吧，奥塞梯人……》（«Стряхните пыль с черкесок, Осетины…»）、《伊尔人》（«Ирæттæ»））。大卫·吉格卡耶夫的作品（如《命运之星》（«Амонды стъалы»）、《愿你幸福，我啊！》（«Амондджын дæн, æз!»））、阿丽娜·特杰耶娃的作品（如《悲伤》（«Горе»）、《雾与夜》（«Туман и ночь»））、伊尔兰·胡加耶夫（Ирлан Хугаев）的作品（如《达维多夫之家》（«Дом Давыдов»））也陆续出版。

## 文学期刊
北奥塞梯出版有以下文学期刊：
- «Дарьял»，俄语
- «Ираф»，奥塞梯语迪戈尔方言
- «Мах дуг»，奥塞梯语伊龙方言

以及其他期刊。
文学作品也发表在奥塞梯语或双语（如奥塞梯语-俄语）的报纸上。
在南奥塞梯，出版有期刊《菲迪瓦格》（«Фидиуаг»）。